# مالكوم روس
مالكوم روس هو ناقد أدبي كندي، ولد في 2 يناير 1911 في فريدريكتون في كندا، وتوفي في 4 نوفمبر 2002 في هاليفاكس في كندا بسبب ذات الرئة.